# 宇多野
宇多野（うたの）は、現在の京都府京都市右京区北東部を指したかつての地域名。宇太野とも表記された。

## 歴史
かつては山城国葛野郡に属し、南西部には御室川が北西部には山地があった。かつては東海道と山陰道が交わる地でもあった。
延暦12年（793年）1月15日、桓武天皇は平安遷都に先立って藤原小黒麻呂と紀古佐美を宇多野に派遣して地勢を調査している（『日本紀略』）。大同元年（806年）、宇多野は山陵の地と定められて桓武天皇陵の候補地となったが中止された。しかし、後に光孝天皇・村上天皇・円融天皇の陵が築かれた。なお、天皇の鷹狩場であったとする説があるが、大和国宇陀郡を「宇陀野」と称したものの誤伝とする見方もある。室町時代には鹿苑寺の所領であったとも言われているが詳細は不明である。
明治7年（1874年）に江戸期の福王子村・鳴滝村・山越村が合併して宇多野村と称したが、明治22年（1889年）の町村制成立時に花園村の一部とされて「宇多野」はその大字となった。昭和6年（1931年）、花園村は京都市に編入されて右京区の一部となった。その後、内閣総理大臣近衛文麿が宇多野の地に近衛家代々の文書を収めた陽明文庫を創設した。

## 町名
令和元年（2019年）現在、右京区内には「宇多野」を冠した町名が10か所存在している。
1. 宇多野柴橋町
2. 宇多野北ノ院町
3. 宇多野芝町
4. 宇多野馬場町
5. 宇多野御池町
6. 宇多野長尾町
7. 宇多野福王子町
8. 宇多野法安寺町
9. 宇多野上ノ谷
10. 宇多野御屋敷町